# Synanthedon haemorrhoidalis
Synanthedon haemorrhoidalis is een vlinder uit de familie wespvlinders (Sesiidae), onderfamilie Sesiinae.
Synanthedon haemorrhoidalis is voor het eerst wetenschappelijk beschreven door Fabricius in 1775. De soort komt voor in het Neotropisch gebied.